# Glyceria spicata
Glyceria spicata är en gräsart som beskrevs av Giovanni Gussone. Glyceria spicata ingår i släktet glycerior, och familjen gräs. IUCN kategoriserar arten globalt som otillräckligt studerad. Inga underarter finns listade i Catalogue of Life.